# Lac-des-Seize-Îles
Lac-des-Seize-Îles es un municipio canadiense situado en la provincia de Quebec.

## Superficie
Lac-des-Seize-Îles tiene una superficie de 8,88 km².

## Demografía
En 2021, tenía 175 habitantes, una densidad poblacional de 19,7 hab./km², y 212 viviendas.